# F.C. Aprilia Racing Club
Câu lạc bộ bóng đá Aprilia Racing Club là một câu lạc bộ bóng đá Ý có trụ sở tại Aprilia, thuộc tỉnh Latina, Lazio. Kể từ mùa giải 2018-19, Aprilia đã tham gia Serie D. Năm 2018, FC Aprilia sáp nhập với SS Racing Club Fondi để thành lập câu lạc bộ hiện tại.

## Đội tiền nhiệm
Associazione Calcio Aprilia được thành lập vào năm 1971. Câu lạc bộ đã giải thể vào năm 2009 sau lần chơi cuối cùng ở Eccellenza Lazio và bán danh hiệu thể thao của mình để tạo thành S.S.D. Vigor Cisterna, mặc dù cùng một lúc, nhà đầu tư cũng đã mua một danh hiệu thể thao khác để thành lập câu lạc bộ thay thế của Aprilia.

## Lịch sử

### FC Rondinelle Latina
Năm 2009, nhà đầu tư đã mua một danh hiệu thể thao ở Serie D để thành lập FC Rondinelle Latina. Danh hiệu thể thao đã được FC Latina bán sau khi câu lạc bộ được sáp nhập với US Virtus Latina để tạo thành Hoa Kỳ Latina Calcio. Mặc dù Rondinelle Latina được đặt theo tên Latina, câu lạc bộ đã chơi ở Stadio Quinto Ricci, Aprilia.
Vào ngày 26 tháng 5 năm 2010, câu lạc bộ đổi tên thành FC Aprilia.

### FC Aprilia
Vào cuối mùa giải 2010-11, câu lạc bộ đã giành chiến thắng ở bảng G của Serie D và được thăng hạng Lega Pro Seconda Divisione.
Sự ra mắt tại Lega Pro Seconda Divisione cho mùa 2011-12 đã rất thành công khi hoàn thành thứ năm và đảm bảo một vị trí tham gia vòng play-off để thăng hạng Lega Pro Prima Divisione, thua trong trận bán kết trước Chieti.

### F.C. Aprilia Racing Club
Câu lạc bộ đã đổi tên của nó thành FC Aprilia Racing Club vào năm 2018, sau khi Antonio Pezone, chủ sở hữu cũ của Racing Roma và Racing Fondi, sáp nhập với FC Aprilia.

## Huy hiệu
Câu lạc bộ đã sử dụng huy hiệu của thành phố và comune là yếu tố chính của logo câu lạc bộ. Tuy nhiên, nó đã sử dụng phiên bản cũ của huy hiệu, mà vương miện trong huy hiệu đã được thay đổi.